# 斯塔凡斯托普市镇
斯塔凡斯托普市镇（瑞典語：Staffanstorps kommun）是瑞典南部斯科讷省的一个市镇。其治所位于斯塔凡斯托普。